# Théophile Beeckman
Pour les articles homonymes, voir Beeckman.
Theophile Beeckman (né le 1er novembre 1896 à Meerbeke et mort le 22 novembre 1955 dans la même localité) est un coureur cycliste belge.

## Biographie
Professionnel de 1920 à 1927, il a remporté deux étapes du Tour de France, en 1924 et 1925. Il a participé au Tour à six reprises, avec pour meilleur classement final une quatrième place en 1926.

## Palmarès
- 1922
  - Heure le Romain - Malmédy - Heure le Romain
  - 2e de Paris-Saint-Étienne
  - 3e du Tour de Belgique
- 1924
  - 3e étape du Tour de France
  - 5e du Tour de France
- 1925
  - 10e étape du Tour de France
  - 6e du Tour de France
- 1926
  - 4e du Tour de France

### Classements sur le Tour de France
- 1920 : abandon (8e étape)
- 1922 : 22e
- 1923 : 14e
- 1924 : 5e, vainqueur de la 3e étape
- 1925 : 6e, vainqueur de la 10e étape
- 1926 : 4e